# Lijst van voetbalinterlands Sovjet-Unie - Tsjecho-Slowakije
Deze lijst van voetbalinterlands is een overzicht van alle officiële voetbalwedstrijden tussen de nationale teams van de Sovjet-Unie en Tsjecho-Slowakije. De landen speelden in totaal twaalf keer tegen elkaar. De eerste ontmoeting, een vriendschappelijke wedstrijd, werd gespeeld in Praag op 30 augustus 1958. Het laatste duel, eveneens een vriendschappelijke wedstrijd, vond plaats op 27 april 1988 in Trnava.

## Wedstrijden
| №  | Plaats     | Datum            | Competitie           | Wedstrijd                       | Uitslag |
| -- | ---------- | ---------------- | -------------------- | ------------------------------- | ------- |
| 1  | Praag      | 30 augustus 1958 | Vriendschappelijk    | Tsjecho-Slowakije – Sovjet-Unie | 1 – 2   |
| 2  | Moskou     | 6 september 1959 | Vriendschappelijk    | Sovjet-Unie – Tsjecho-Slowakije | 3 – 1   |
| 3  | Marseille  | 6 juli 1960      | EK 1960              | Tsjecho-Slowakije – Sovjet-Unie | 0 – 3   |
| 4  | Praag      | 18 mei 1966      | Vriendschappelijk    | Tsjecho-Slowakije – Sovjet-Unie | 1 – 2   |
| 5  | Odessa     | 20 mei 1974      | Vriendschappelijk    | Sovjet-Unie – Tsjecho-Slowakije | 0 – 1   |
| 6  | Košice     | 10 maart 1976    | Vriendschappelijk    | Tsjecho-Slowakije – Sovjet-Unie | 2 – 2   |
| 7  | Praag      | 24 april 1976    | EK 1976 kwalificatie | Tsjecho-Slowakije – Sovjet-Unie | 2 – 0   |
| 8  | Kiev       | 22 mei 1976      | EK 1976 kwalificatie | Sovjet-Unie – Tsjecho-Slowakije | 2 – 2   |
| 9  | Moskou     | 5 mei 1979       | Vriendschappelijk    | Sovjet-Unie – Tsjecho-Slowakije | 3 – 0   |
| 10 | Tbilisi    | 28 oktober 1981  | WK 1982 kwalificatie | Sovjet-Unie – Tsjecho-Slowakije | 2 – 0   |
| 11 | Bratislava | 29 november 1981 | WK 1982 kwalificatie | Tsjecho-Slowakije – Sovjet-Unie | 1 – 1   |
| 12 | Trnava     | 27 april 1988    | Vriendschappelijk    | Tsjecho-Slowakije – Sovjet-Unie | 1 – 1   |

## Samenvatting
| Competitie        | Totaal gespeeld | Winst Sovjet-Unie | Gelijk | Winst Tsjecho-Slowakije | Doelsaldo Sovjet-Unie – Tsjecho-Slowakije |
| ----------------- | --------------- | ----------------- | ------ | ----------------------- | ----------------------------------------- |
| WK-kwalificatie   | 2               | 1                 | 1      | 0                       | 3 − 1                                     |
| EK-eindronde      | 1               | 1                 | 0      | 0                       | 3 − 0                                     |
| EK-kwalificatie   | 2               | 0                 | 1      | 1                       | 2 − 4                                     |
| Vriendschappelijk | 7               | 4                 | 2      | 1                       | 13 − 10                                   |
| Totaal            | 12              | 6                 | 4      | 2                       | 21 − 15                                   |